# Granadilla EM
El Muebles Lety es un equipo español de fútbol sala de Granadilla de Abona, provincia de Tenerife. Fue fundado en 1984. Actualmente juega en la División de Plata de la LNFS. 